# Isera
|  | Per a altres significats, vegeu «Isèra (desambiguació)». |

Isera és un municipi italià, dins de la província de Trento. L'any 2007 tenia 2.531 habitants. Limita amb els municipis de Mori, Nogaredo, Ronzo-Chienis, Rovereto i Villa Lagarina.

## Administració
| Període | Identitat            | Partit        |
| ------- | -------------------- | ------------- |
| 2008-   | Alessandro Passerini | Llista cívica |